# Sleepy.ab
sleepy.ab(슬리피)는 일본 홋카이도 삿포로에서 활동하는 포스트 록 밴드를 말한다. 뒤의 ab는 발음하지 않는다.

## 구성원
- 나리야마 쓰요시 - 보컬, 기타
- 야마우치 겐스케 - 기타
- 다나카 히데유키 - 베이스
- 쓰하 히데키 - 드럼